# خنفساء النمر السهلية
خنفساء النمر السهلية (الاسم العلمي:Cicindela campestris) هي نوع من الحشرات تتبع جنس خنفساء النمر من فصيلة الخنافس الأرضية.